# Aleksandr Svitov
Aleksandr Nikolaevič Svitov (in russo Александр Николаевич Свитов?; Omsk, 3 novembre 1982) è un hockeista su ghiaccio russo.

## Palmarès

### Mondiali
- 1 medaglia:
  - 1 oro (Finlandia/Svezia 2012)